# Eindhovense Aero Club Motorvliegen
De Eindhovense Aero Club Motorvliegen, kortweg EAC-m, is een Nederlandse vliegclub. De vereniging vliegt sinds 1932 van vliegveld Welschap en is met ongeveer 350 (waarvan zo'n 150 actief vliegende) leden een van de grootste motorvliegverenigingen in Nederland.

## Geschiedenis
De EAC-m werd op 28 september 1932 als "Noord-Brabantsche Aero Club" (NBAC) opgericht door onder anderen Frits Philips, zelf een enthousiast sportvlieger. Dit gebeurde naar aanleiding van het voltooien van de aanleg van vliegveld "Welschap" bij Eindhoven op 10 september 1932. De nieuwe vereniging had tot doel het (sport)vliegen in deze regio te bevorderen.
Op 30 april 1933 werd een eigen clubhuis in gebruik genomen dat "'t Schuurke" gedoopt werd. Het gebouwtje zou op 8 november 1968 opgevolgd worden door een nieuw gebouw, de "Fly-Inn". Op 21 maart 1938 werd de naam veranderd in "Eindhovensche Aero Club" (EAC), een vereniging waarin zowel motor- als zweefvliegen werd beoefend. De nieuwe voorzitter werd Frits Philips.

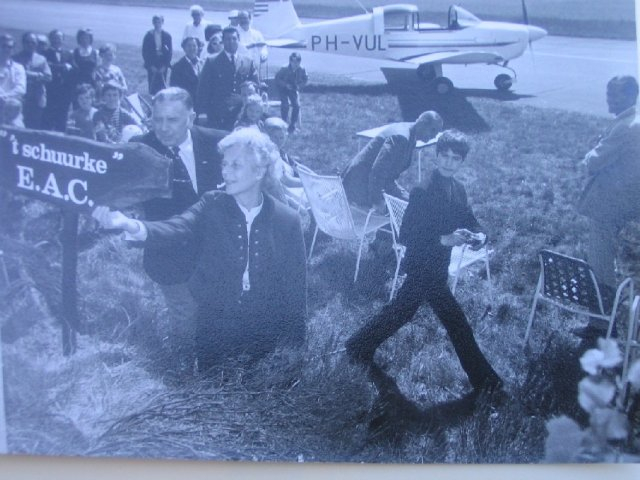
't Schuurke

Na 29 augustus 1939 kon vanwege de oorlogsdreiging niet gevlogen worden. Pas in september 1947 werd weer een vliegtuig aangeschaft, een Piper "Cub", en in 1948 werd het weer opgeknapte clubhuis 't Schuurke weer in gebruik genomen. Philips, de latere erevoorzitter, was een van de "bouwpastoors".
De combinatie motor- en zweefvliegen bleek na verloop van tijd niet ideaal en in mei 1973 werd besloten de EAC op te splitsen in twee aparte verenigingen, de "Eindhovense Aero Club Motorvliegen" (EAC-m) en de "Eindhovense Aero Club Zweefvliegen" (EAC-z). De eerste officiële vergadering van de EAC-m werd gehouden op 30 juni 1973.

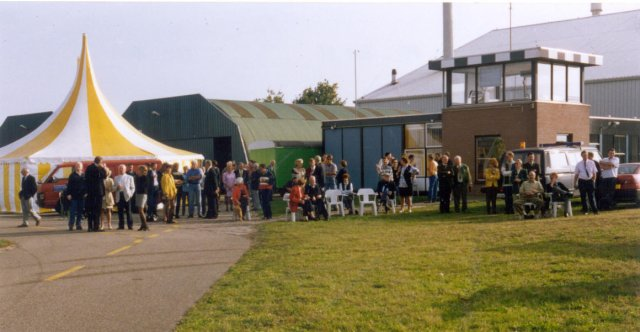
Torentje

De EAC-m verhuisde in 1984, het jaar van de opening van Eindhoven Airport, naar dit civiele deel van Welschap. In 1988 werd het gebouw uitgebreid met een eigen toren en een nieuw leslokaal.
Een van de hoogtepunten in de clubgeschiedenis was de landing op 29 april 1990 van twee Piper "Archer II"-sportvliegtuigen op Eindhoven. Het waren vliegtuigen die door vier leden van de EAC-m vanuit Fort Worth in Texas via Canada, Groenland, IJsland, de Faeröer en Engeland naar Eindhoven waren gevlogen. De vliegtuigen kregen de registraties PH-DVE en PH-SNE. (In juli 2003 werd de PH-DVE verkocht aan Spanje, en de PH-SNE werd in juli 2004 verkocht.)
In augustus 2004, na twintig jaar, verhuisde de EAC-m opnieuw en ging weer terug naar het militaire deel, vliegbasis Eindhoven. De EAC-m betrok na maandenlange opknapwerkzaamheden en verbouwingen (hoofdzakelijk in eigen beheer uitgevoerd) een "nieuw" gebouw (573), een voormalig onderkomen van 334 Squadron van de Koninklijke Luchtmacht (KLu).

## Huidige activiteiten

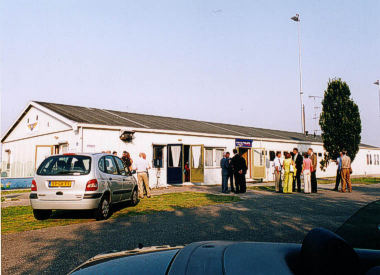
Clubhuis

EAC-m is een van de grootste motorvliegverenigingen in Nederland. De vereniging heeft zo'n 150 vliegende leden. De vloot waarover de vereniging kan beschikken bestaat uit twee Bristell BR23's (PH-YLW en PH-SFR), een Cessna F-172P Skyhawk (PH-DKF), een Cessna 172N Skyhawk (PH-BSF),  een Socata TB-10 Tobago (PH-COP) een Cessna 182 (F-GGEI / PH-BBC) en een Super Decathlon (PH-DEC). De PH-DEC is geschikt voor aerobatics.
Binnen de vereniging bestaat een stichting EAC-m ATO (Approved Training Organisation), die voor de opleidingen tot LAPL, PPL, Night, (B)IR en Aerobatics zorgdraagt.
Naast de opleiding en de individuele vluchten worden er ook clubvluchten georganiseerd, naar zowel Nederlandse vliegvelden als naar het buitenland.